# Любченский район
Лю́бченский район (редко — Любчанский район; бел. Любчанскі раён) — административно-территориальная единица в составе Барановичской области (затем — Гродненской области) Белорусской ССР, существовавшая в 1940—1956 годах.
Любченский район с центром в деревне Любча (вскоре преобразована в городской посёлок) образован 15 января 1940 года, находился в составе Барановичской области. 8 января 1954 года в результате упразднения Барановичской области передан в состав Гродненской области. 17 декабря 1956 года район упразднён, вся его территория была присоединена к Новогрудскому району.
Сельсоветы
Список сельсоветов района:
- Вересковский (1940—1956);
- Воробьевичский (1940—1954);
- Голынский (1940—1956);
- Делятичский (1940—1954);
- Зеневичский (1940—1956);
- Кунисский (1940—1956);
- Лаврышевский (1940—1956);
- Негневичский (1940—1956);
- Осташинский (1940—1956);
- Оцминовский (1940—1956);
- Хоросицкий (1940—1954);
- Щорсовский (1940—1956).